# Concentració mental
La concentració és un procés psíquic que consisteix en un esforç voluntari de centrar tota l'atenció de la ment sobre un objectiu, objecte o activitat que es vol realitzar, i deixar de banda tota la sèrie de fets o altres objectes que puguin interferir o desviar l'atenció.

## Concentració i estudis
La concentració és especialment important per al procés d'aprenentatge. Per això s'intenti per tots els mitjans potenciar aquesta capacitat que és imprescindible per a l'adquisició de nous coneixements. Sobre aquest aspecte, la psicologia educativa ha fet importants observacions i aportacions.
D'altra banda, la concentració mental s'usa en gairebé tots els esports individuals (escacs, tennis, gimnàstica, etc.), on ajuda a l'executor a enfocar-se en les accions que estan sent desenvolupades.

## Factors que baixen o impedeixen la concentració
La concentració es pot veure minvada o fins i tot completament bloquejada per trastorns o conductes de diverses menes, coma ara:
- trastorn per dèficit d'atenció amb hiperactivitat.
- consum de drogues psicòtrops: alcohol, tetracanabinol, cocaïna…
- desmotivació
- enamorament
- depressió
- demència
- cansament
- estrès
- fam, dolor, febre o qualsevol malaltia
- conflictes, problemes relacionals…

## L'estímul de la concentració
A més de l'esport, altres pràctiques com la meditació (per exemple la meditació zen) i el ioga s'han provat efectius per millorar la concentració mental, ja que estimulen la producció d'ones alfa, ones theta i ones delta en el cervell, les quals es relacionen amb la relaxació, la calma, la creativitat, l'increment de la memòria i la solució de problemes.